# Kyo Kara Maoh!
Kyo Kara Maoh! (今日から㋮王!?, Kyō Kara Maō!) è una serie di light novel giapponesi scritta da Tomo Takabayashi ed illustrata da Temari Matsumoto. È stata adattata in una serie di anime e manga. La storia segue le vicende del quindicenne Yuri Shibuya (渋谷 有利?, Shibuya Yuuri), un normale studente appassionato di baseball, che improvvisamente scopre di essere un re dei demoni in un altro mondo.

## Trama
Nel tentativo di difendere un suo compagno di classe da alcuni prepotenti, il quindicenne Yuri Shibuya, finisce per diventare egli stesso vittima dei bulli che lo immergono nell'acqua del water. Tuttavia una misteriosa energia lo risucchia all'interno della toilette, trascinandolo in uno strano mondo, simile all'Europa medievale. Qui viene immediatamente minacciato da alcuni abitanti del luogo, ma in suo soccorso arriva il valoroso Conrad Weller. Presto, a Yuri viene rivelata la sua identità di nuovo Re dei Mazoku, una razza demoniaca da anni in lotta con gli esseri umani in quel mondo. Tuttavia Yuri non soltanto rifiuta l'idea di essere il condottiero di una guerra, ma non riesce neppure ad accettare il fatto di non far parte degli esseri umani ma dei demoni. Ciò nonostante, dopo aver assistito alla devastazione di un pacifico villaggio, decide di prendersi la responsabilità di guidare i Mazoku, allo scopo di ripristinare la pace nel regno. E mentre Yuri, dovrà abituarsi ai bizzarri usi e costumi del mondo in cui è costretto suo malgrado a convivere, svilupperà man mano che la storia va avanti degli straordinari poteri magici, derivanti dalla sua natura demoniaca.

## Personaggi
- Yuri Shibuya (渋谷有利?, Shibuya Yūri)

Doppiato da Takahiro Sakurai
Nato a Boston, ma cresciuto nella prefettura di Saitama, Yuri è uno studente che preferisce il baseball ai libri di testo. Quando Yuri viene magicamente trasportato a Shin Makoku, viene nominato ventisettesimo Maoh dei Mazoku ("Razza demoniaca"). Yuri spesso è vittima delle proprie emozioni al punto di perdere facilmente il controllo di se stesso. È anche facilmente irritabile, ed una volta che parte per la tangente è difficile da fermare. Infatti quando è triste o arrabbiato o prova una forte emozione, il suo potere emerge in superficie. In questo stato Yuri cambia persino aspetto: i capelli gli si allungano e gli occhi diventano demoniaci. Il potere magico di Yuri si può manifestare in varie forme, ma principalmente nelle sembianze di un grande dragone d'acqua. Una volta usato il proprio potere, Yuri è sfinito al punto di arrivare a svenire in varie occasioni. Soltanto col procedere della storia, quando acquisirà maggior controllo dei propri poteri, Yuri riuscirà a rimanere cosciente dopo averli usati.
Yuri élite la reincarnazione di Susanna Julia von Winncott, morta durante la guerra contro gli umani vent'anni prima, ed il ciondolo che gli regala Conrad apparteneva proprio a lei. Spesso i tratti caratteristici di Julia riemergono in Yuri, come la possibilità di comprendere il linguaggio mazoku. Tuttavia dato che Julia era cieca, spesso Yuri perde temporaneamente la vista.
Nel corso di tutta la serie, il suo principale obbiettivo sarà creare un mondo in cui demoni ed umani convivono pacificamente, qualcosa che lentamente ma costantemente sta riuscendo ad ottenere. Nell'anime viene detto che Yuri è il più grande Maoh, dopo che ha sconfitto Soushu e liberato il re originale dal potere oscuro. Grazie a ciò, Yuri è in grado di viaggiare fra i mondi, anche senza l'aiuto del re originale.
- Mullem Desoive Eligh Morgif (モルギフ?)

Doppiato da Takahiro Sakurai
La spada demoniaca che può essere maneggiata soltanto dal Maoh. Morgif è una spada magica dotata di una propria personalità, che corrisponde a quella del Grande Saggio (Daikenja), che si è reincarnato proprio nella spada. Di conseguenza la personalità di Morgif è si temeraria e saggia, ma anche piuttosto vivace e "sporcacciona", quando si trova al cospetto di una donna. Yuri parte per un lungo viaggio per trovarla e, una volta trovata, riluttantemente la porta con sé nella maggior parte delle sue avventure. Morgif originariamente aveva un gioiello sulla parte anteriore, che serviva come fonte del suo potere. Tuttavia Yuri diede il gioiello a Yozak e gli disse di farne ciò che credeva. Il gioiello non tornerà sino al momento in cui Morgif dovrà combattere contro una potente spada magica. Tuttavia Morgif è un'arma molto potente anche senza il gioiello, benché non è dato sapere da dove provenga il suo potere quando il gioiello non c'è.
- Conrad/Conrart Weller (コンラッド/ウェラー卿コンラート?)

Doppiato da Toshiyuki Morikawa
Il suo vero nome è Conrart, ma Yuri lo chiama "Conrad" dato che è più facile da pronunciare. Conrad è un valoroso spadaccino, secondogenito di Cecilie von Spitzweig, precedente Maoh e Dan Hiri Weller, un potentissimo spadaccino umano. Tuttavia Conrad ha scelto di schierarsi dalla parte dei Mazoku. Conrad è il primo a trovare Yuri ed a portarlo in salvo, ed agisce un po' come sua guardia del corpo, arrivando al punto di poter dare la propria vita per la salvezza del ragazzo. Diciassette anni prima fu proprio lui a trasportare l'anima del nuovo Maoh sulla Terra, affinché fosse al sicuro. Lui e Yozak sono gli unici due sopravvissuti della battaglia di Lütenburg. Il braccio sinistro di Conrad è una delle quattro chiavi per le scatole proibite, la "Fine del Mondo".
- Wolfram von Bielefeld (フォンビ－レフェルト卿ヴォルフラム?)

Wolfram è il figlio più giovane del precedente Maoh, Cecilie von Spitzweg, e l'unico ad aver ereditato da lei la sua bellezza ed il suo aspetto regale. In effetti Wolfram ha un aspetto molto femminile, ma estremamente affascinante, benché a differenza del fratellastro Conrad sia estremamente egoista ed arrogante. Nelle Light Novel Yuri fa spesso riferimento a lui come al "principe azzurro" o ad un "angelo". In seguito ad un equivoco si trova "fidanzato" con Yuri, cosa che prima lo fa arrabbiare terribilmente, ma a cui piano piano ci si abitua, finendo per prendere la cosa molto più sul serio di quanto faccia Yuri. Praticamente diventa la sua ombra, seguendolo ovunque e controllandolo durante la notte. Inoltre diventa estremamente geloso quando Yuri parla con una ragazza o con un bel ragazzo, accusandolo di infedeltà. Wolfram possiede la magia del fuoco, oltre che una discreta abilità con la spada. Inizialmente odia gli umani, per via del suo orgoglio di mazoku, ma questa caratteristica tenderà ad attenuarsi col procedere della storia, al punto che adotterà Greta, una ragazzina umana, come figlia. Il suo cuore è una delle quattro chiavi per le scatole proibite, la "Fine del Mondo".
Doppiato da Mitsuki Saiga
- Gwendal von Voltaire (フォンヴォルテール卿グウェンダル?)

Il figlio maggiore di Cecilie, è l'attuale signore di Voltaire, ed è un abile stratega dotato del potere della Terra e della possibilità di evocare barriere magiche. È un uomo rigido e coraggioso, tranne quando si tratta di avere a che fare con la sua amica Anissina von Karbelnikoff, che spesso lo utilizza come cavia in folli esperimenti. Benché non abbia grandi dimostrazioni di affetto nei confronti dei fratelli, nelle occasioni importanti ha sempre dimostrato di essere una persona su cui fare affidamento. Nonostante l'aspetto di uomo duro, Gwendal ha una passione per gli oggetti kawaii. L'occhio sinistro di Gwendal è una delle quattro chiavi per le scatole proibite, la "Fine del Mondo".
Doppiato da Akio Ōtsuka
- Günter von Christ (フォンクライスト卿ギュンター?)

È l'insegnante e consigliere di Yuri. Günter è un abile spadaccino e talentuoso mago. È una persona estrosa e poetica nel suo modo di esprimersi. È il secondo soggetto preferito per gli esperimenti di Anissina. Ha un forte attaccamento nei confronti di Yuri e tende ad essere preoccupato per lui quando si allontana da Shin Makoku per molto tempo. Venti anni prima era un istruttore all'accademia militare.
Doppiato da Kazuhiko Inoue
- Ken Murata (村田健?, Murata Ken)

Nato ad Hong Kong e cresciuto in Giappone, Murata Ken incontra Yuri durante le scuole, ma poi si separano per frequentare scuole differenti. Tuttavia Yuri lo ricorda per via del nome che gli ricorda quello del suo attore preferito, Matsudaira Ken. Murata è conosciuto per essere sempre particolarmente tranquillo e sorridente. In realtà Murata è la reincarnazione del Grande Saggio, stratega dell'originale re di Shin Makoku. Murata ricorda parte della sua precedente vita, durata 4000 anni, a differenza di tutti gli altri personaggi della serie. È in grado di parlare in molte lingue, compreso il linguaggio Makoku. Da quando Yuri l'ha salvato da un gruppo di bulli, i due sono diventati molto amici.
Doppiato da Kouki Miyata
- Le tre grandi streghe di Shin Makoku

Cecilie von Spitzweg (フォンシュピッツヴェーグ卿シェシィーリエ?)
Doppiata da Masako Katsuki
Ventiseiesima Maoh e madre di Wolfram, Conrad e Gwendal, ognuno avuto con un padre differente. È una delle tre grandi streghe di Shin Makoku, comunemente conosciuta come Golden Cheri. È in grado di utilizzare la magia del fuoco. Benché inizialmente, Cecilie sembri essere alquanto svampita, è in realtà molto astuta ed intelligente, oltre ad essere molto premurosa. Essendo stata rimpiazzata come Maoh da Yuri, Cecilie ne ha approfittato per dedicarsi alla ricerca di uomini, in un programma da lei chiamato "ricerca semplice e libera dell'amore." Cecilie è anche molto potente e molto abile nell'uso della frusta, che utilizza in battaglia, abbinata all'utilizzo di una tuta in latex rossa.
Anissina von Karbelnikoff (フォンカーベルニコフ卿アニシナ?)
Doppiata da Minami Takayama
È una delle tre grandi streghe di Shin Makoku, comunemente conosciuta come Red Anissina. Autonominatasi "donna dei veleni", Anissina è un'inventrice ed amica di infanzia di Gwendal, che spesso utilizza come cavia per testare le sue pozioni e le sue invenzioni, ragione per cui è molto temuta da Gwendal. Quando Gwendal non è in giro, Günter diventa la sua vittima preferita. Anissina è anche colei che ha insegnato a Gwendal, ed in seguito a Greta come lavorare a maglia. Ha paura dei galli, ed al di là delle sue invenzioni, spende la maggior parte del proprio tempo scrivendo romanzi di avventura in cui lei è la protagonista.
Susannah Julia von Wincott (フォンウィンコット卿スザナ・ジュリア?)
Doppiata da Risa Mizuno
È una delle tre grandi streghe di Shin Makoku, comunemente conosciuta come white Julia. Era la fidanzata di Adelbert, oltre ad essere un'esperta artista marziale. Julia era anche incredibilmente abile nell'arte del majutsu medico. Durante la guerra abusò della propria magia nel tentativo di aiutare più persone possibili, comportando la propria morte. Gisela rimase al fianco di Julia durante i suoi ultimi momenti. Era molto intima con Conrad, a cui donò il suo ciondolo, che poi Conrad darà a Yuri. Nell'anime, Julia era anche l'insegnante di Wolfram.

## Media

### Light novel
Le light novel di Kyo Kara Maoh! sono pubblicate dalla Kadokawa Shoten.

#### Storia principale
Kyou Kara MA no Tsuku Jiyuugyou! (今日から㋮のつく自由業!?) (ISBN 4-04-445201-6) dicembre 2000
Per abbreviare Kyou MA 「今日マ」. La storia di questo volume è ripresa negli episodi 1-3 dell'anime, e nei capitoli 1-10 (volumi 1 e 2) del manga.
Kondo wa MA no Tsuku Saishuu Heiki! (今度は㋮のつく最終兵器!?) (ISBN 4-04-445202-4) maggio 2001
Per abbreviare Kondo MA 「今度マ」. La storia di questo volume è ripresa negli episodi 3-7 dell'anime, e nei capitoli 12-22 (volumi 3 e 4) del manga.
Konya wa MA no Tsuku Daidassou! (今夜は㋮のつく大脱走!?) (ISBN 4-04-445203-2) dicembre 2001
Per abbreviare Konya MA 「今夜マ」La storia di questo volume è ripresa negli episodi 12-15 dell'anime.
Ashita wa MA no Tsuku Kaze ga Fuku! (明日は㋮のつく風が吹く!?) (ISBN 4-04-445204-0) febbraio 2002
Per abbreviare Ashita MA 「明日マ」. La storia di questo volume è ripresa negli episodi 21-24 dell'anime.

#### Arco "Caloria"
Questa parte della storia è identica fra la versione del romanzo e quella animata (episodi 27-36), ma ha un finale differente.
Kitto MA no Tsuku Hi ga Noboru! (きっと㋮のつく陽が昇る!?) (ISBN 4-04-445206-7) settembre 2002
Per abbreviare Kitto MA 「きっとマ」
Itsuka MA no Tsuku Yuugureni! (いつか㋮のつく夕暮れに!?) (ISBN 4-04-445207-5) dicembre 2002
Per abbreviare Itsuka MA 「いつかマ」
Ten ni MA no Tsuku Yuki ga Mau! (天に㋮のつく雪が舞う!?) (ISBN 4-04-445208-3) maggio 2003
Per abbreviare Ten MA 「天マ」
Chi ni wa MA no Tsuku Hoshi ga Furu! (地には㋮のつく星が降る!?) (ISBN 4-04-445209-1) luglio 2003
Per abbreviare Chi MA 「地マ」

#### ArcoSeisakoku
Mezase MA no Tsuku Umi no Hate! (めざせ㋮のつく海の果て!?) (ISBN 4-04-445211-3) aprile 2004
Per abbreviare Meza MA 「めざマ」
Kore ga MA no Tsuku Daiippo! (これが㋮のつく第一歩!?) (ISBN 4-04-445213-X) settembre 2004
Per abbreviare Kore ga MA 「これがマ」
Yagate MA no Tsuku Uta ni Naru! (やがて㋮のつく歌になる!?) (ISBN 4-04-445214-8) dicembre 2004
Per abbreviare Yagate MA 「やがてマ」
Takara wa MA no Tsuku Tsuchi no Naka! (宝は㋮のつく土の中!?) (ISBN 4-04-445215-6) settembre 2005
Per abbreviare Takara MA 「宝マ」
Hako wa MA no Tsuku Mizu no Soko! (箱は㋮のつく水の底!?) (ISBN 4-04-445216-4) maggio 2006
Per abbreviare Hako MA 「箱マ」
Suna wa MA no Tsuku Michi no Saki! (砂は㋮のつく途の先!?)(ISBN 978-4-04-445218-6) dicembre 2007
Per abbreviare Suna MA 「砂マ」
Kokyou he MA no Tsuku Kaji wo Tore! (故郷へ㋮のつく舵をとれ!?)(ISBN 978-4-04-445220-9) GIugno 2008
Per abbreviare Kuni MA 「くにマ」

#### Nuovo arco
Mae wa MA no Tsuku Tetsugoushi! (前は㋮のつく鉄格子!?) (ISBN 978-4-04-445221-6） Gennaio 2009
Per abbreviare Mae MA 「前マ」
Ushiro wa MA no Tsuku Ishi no Kabe!! (後は㋮のつく石の壁!?) （ISBN 978-4-04-445222-3） Gennaio 2010

#### Storie Extra
Kakka to MA no Tsuku TOSA Nikki!? (閣下と㋮のつくトサ日記!??) (ISBN 4-04-445205-9) maggio 2002
Per abbreviare Kakka MA 「閣下マ. Tre brevi storie, una delle quali "Ja ja kuma narashi" 「じゃじゃクマならし」 è stata adattata nell'episodio 18 dell'anime.
Musuko wa MA no Tsuku Jiyuugyou!? (息子は㋮のつく自由業!??) (ISBN 4-04-445212-1) aprile 2004
Per abbreviare Musuko MA 「息子マ」. Tre brevi storie sulla famiglia Shibuya. Una delle storie "Otouto" 「弟」 è stata adattata nell'episodio 42 dell'anime.
Kyo Kara MAou!? (今日から㋮王!??) (ISBN 4-04-445217-2-C0193) dicembre 2006
Per abbreviare MAou 「マ王」 Esistono due versioni di questo volume. La versione standard contiene cinque brevi storie. La versione speciale contiene la storia extra "Kumahachi Special" 「クマハチ・スペシャル」.
Shin MA Koku Yori Ai wo Komete (眞㋮国より愛をこめて?)(ISBN 978-4-04-445219-3) luglio 2008
Sette brevi storie che si concentrano su Shinou ed i Daikenja.

#### Storie parallele
Ojousama to wa Kari no Sugata! (お嬢様とは仮の姿!?) (ISBN 4-04-445210-5) settembre 2003
Per abbreviare Ojousama 「お嬢様」.

### Anime
L'adattamento animato di Kyo Kara Maoh!, è stato prodotto dallo studio di animazione Studio Deen e trasmesso in Giappone su NHK e Animax. È stata diretta da Junji Nishimura e consta di 117 episodi e 5 OAV. La serie viene generalmente divisa in due stagioni: la prima di settantotto episodi trasmessi dal 3 aprile 2004 al 25 febbraio 2006; la seconda di trentanove episodi trasmessi dal 3 aprile 2008 al 19 febbraio 2010.

#### Episodi
| Nº                                                                      | Giapponese 「Kanji」 - Rōmaji                                          | In onda           | In onda |
| Nº                                                                      | Giapponese 「Kanji」 - Rōmaji                                          | Giapponese        |         |
| Kyo Kara Maoh! (今日からマ王！?) (78 episodi)                           |                                                                        |                   |         |
| 1                                                                       | 「流されて異世界」 - Nagasarete isekai                                 | 3 aprile 2004     |         |
| 2                                                                       | 「決闘！美少年ＶＳ野球少年」 - Kettō! Bishōnen vs yakyū shōnen         | 10 aprile 2004    |         |
| 3                                                                       | 「渋谷有利！俺がマ王だ」 - Shibuya Yūri! Ore ga maō da                 | 17 aprile 2004    |         |
| 4                                                                       | 「今度は最終兵器！？」 - Kondo ha saishū heiki!?                       | 24 aprile 2004    |         |
| 5                                                                       | 「セーラー服ときかん坊」 - Seeraa fuku to kikanbō                      | 1º maggio 2004    |         |
| 6                                                                       | 「人喰いマ剣・モルギフの恐怖？」 - Hito kui maken • Morugifu no kyōfu? | 8 maggio 2004     |         |
| 7                                                                       | 「暴走？迷走？マ剣発動！」 - Bōsō? Meisō? Maken hatsudō!               | 15 maggio 2004    |         |
| 8                                                                       | 「月下の陰謀」 - Tsukishita no inbō                                    | 22 maggio 2004    |         |
| 9                                                                       | 「盗まれた秘宝」 - Nusumareta hihō                                     | 29 maggio 2004    |         |
| 10                                                                      | 「迫り来るマの手！」 - Semari kuru ma no te!                           | 5 giugno 2004     |         |
| 11                                                                      | 「次元のむこうで戦争がはじまる」 - Jigen no mukō de sensō ga hajimaru  | 12 giugno 2004    |         |
| 12                                                                      | 「愛と宿命の鎖」 - Ai to shukumei no kusari                            | 26 giugno 2004    |         |
| 13                                                                      | 「花嫁と有利とグウェンダル」 - Hanayome to Yūri to Guwendaru           | 3 luglio 2004     |         |
| 14                                                                      | 「有利、重労働す」 - Yūri, jūrōdōsu                                    | 10 luglio 2004    |         |
| 15                                                                      | 「砂漠に降る雨」 - Sabaku ni furu ame                                  | 17 luglio 2004    |         |
| 16                                                                      | 「マ王捕物控！」 - Maō torimono kō!                                    | 24 luglio 2004    |         |
| 17                                                                      | 「私、再婚します」 - Watashi, saikon shimasu                           | 28 agosto 2004    |         |
| 18                                                                      | 「その愛のために」 - Sono ai no tame ni                                | 4 settembre 2004  |         |
| 19                                                                      | 「勇者ＶＳマ王 前編」 - Yūsha vs maō zenpen                            | 11 settembre 2004 |         |
| 20                                                                      | 「勇者ＶＳマ王 後編」 - Yūsha vs maō kōhen                             | 18 settembre 2004 |         |
| 21                                                                      | 「危険な訪問者」 - Kiken na hōmonsha                                   | 25 settembre 2004 |         |
| 22                                                                      | 「運命の男」 - Unmei no otoko                                          | 2 ottobre 2004    |         |
| 23                                                                      | 「炎のレース」 - Honoo no reesu                                        | 9 ottobre 2004    |         |
| 24                                                                      | 「許されざる者」 - Yurusarezaru mono                                   | 16 ottobre 2004   |         |
| 25                                                                      | 「過去と未来」 - Kako to mirai                                         | 23 ottobre 2004   |         |
| 26                                                                      | 「巡る命の果てで」 - Meguru inochi no hate de                          | 30 ottobre 2004   |         |
| 27                                                                      | 「コンラッドの腕」 - Konraddo no ude                                   | 6 novembre 2004   |         |
| 28                                                                      | 「凶悪な再会」 - Kyōaku na saikai                                      | 13 novembre 2004  |         |
| 29                                                                      | 「戦慄の序章」 - Senritsu no joshō                                     | 20 novembre 2004  |         |
| 30                                                                      | 「禁じられた箱」 - Kinjirareta hako                                    | 27 novembre 2004  |         |
| 31                                                                      | 「地の果て」 - Chi no hate                                             | 4 dicembre 2004   |         |
| 32                                                                      | 「鍵をかけられた記憶」 - Kagi wo kakerareta kioku                      | 11 dicembre 2004  |         |
| 33                                                                      | 「激走！雪ゾリレース」 - Gekisō! Yuki zori reesu                       | 18 dicembre 2004  |         |
| 34                                                                      | 「熱闘コロシアム！？」 - Nettō Koroshiamu!?                            | 8 gennaio 2005    |         |
| 35                                                                      | 「雪降る大地」 - Yuki furu daichi                                      | 15 gennaio 2005   |         |
| 36                                                                      | 「さらばコンラッド」 - Saraba Konraddo                                 | 22 gennaio 2005   |         |
| 37                                                                      | 「箱の行方」 - Hako no yukue                                           | 29 gennaio 2005   |         |
| 38                                                                      | 「ギュンターVSコンラッド」 - Gyuntaa vs Konraddo                       | 5 febbraio 2005   |         |
| 39                                                                      | 「君の名はマ王」 - Kimi no na ha Maō                                   | 12 febbraio 2005  |         |
| 40                                                                      | 「絆のために」 - Kizuna no tame ni                                     | 2 aprile 2005     |         |
| 41                                                                      | 「コンラッドの帰還」 - Konraddo no kikan                               | 9 aprile 2005     |         |
| 42                                                                      | 「遠い約束」 - Tooi yakusoku                                           | 16 aprile 2005    |         |
| 43                                                                      | 「血盟城ベビーパニック！」 - Ketsumeijō bebii panikku!                 | 23 aprile 2005    |         |
| 44                                                                      | 「幻の少女」 - Maboroshi no shōjo                                      | 30 aprile 2005    |         |
| 45                                                                      | 「許婚VS婚約者」 - Iinazukevs konyakusha                               | 7 maggio 2005     |         |
| 46                                                                      | 「森の巫女」 - Mori no miko                                            | 14 maggio 2005    |         |
| 47                                                                      | 「いのちの証」 - Inochi no akashi                                      | 21 maggio 2005    |         |
| 48                                                                      | 「逆襲、大シマロン！」 - Gyakushū, dai Shimaron!                       | 28 maggio 2005    |         |
| 49                                                                      | 「獅子と狼」 - Shishi to ookami                                        | 4 giugno 2005     |         |
| 50                                                                      | 「我が愛しきジュリア」 - Waga aishiki Juria                            | 11 giugno 2005    |         |
| 51                                                                      | 「復讐鬼？マキシーン」 - Fukushū ki? Makishiin                         | 18 giugno 2005    |         |
| 52                                                                      | 「大地立つコンラート」 - Daichi tatsu Konraato                         | 25 giugno 2005    |         |
| 53                                                                      | 「前略、ユーリ陛下」 - Zenryaku, Yūri heika                            | 2 luglio 2005     |         |
| 54                                                                      | 「聖剣と魔剣・前編」 - Seiken to maken・zenpen                         | 9 luglio 2005     |         |
| 55                                                                      | 「聖剣と魔剣・後編」 - Seiken to maken・kōhen                          | 16 luglio 2005    |         |
| 56                                                                      | 「動き出す影」 - Ugokidasu kage                                        | 27 agosto 2005    |         |
| 57                                                                      | 「闇から来た魔物」 - Yami kara kita mamono                             | 3 settembre 2005  |         |
| 58                                                                      | 「混沌の王」 - Konten no ō                                             | 10 settembre 2005 |         |
| 59                                                                      | 「魔族、地球へ」 - Mazoku, chikyū e                                    | 17 settembre 2005 |         |
| 60                                                                      | 「お兄ちゃんの悩み」 - Oniichan no nayami                              | 24 settembre 2005 |         |
| 61                                                                      | 「もう一人の魔王」 - Mō hitori no Maō                                  | 1º ottobre 2005   |         |
| 62                                                                      | 「託された希望」 - Takusareta kibō                                     | 8 ottobre 2005    |         |
| 63                                                                      | 「対決！マ王VSコッヒー軍団」 - Taiketsu! Maō VS Kohhii Gundan          | 15 ottobre 2005   |         |
| 64                                                                      | 「雪ギュンター再び」 - Yuki Gyuntaa futatabi                           | 22 ottobre 2005   |         |
| 65                                                                      | 「白銀を往く者」 - Hakugin wo yukumono                                 | 29 ottobre 2005   |         |
| 66                                                                      | 「想う力」 - Omō chikara                                               | 19 novembre 2005  |         |
| 67                                                                      | 「明日に架ける橋」 - Ashita ni Kakeru Hashi                            | 26 novembre 2005  |         |
| 68                                                                      | 「栄光の時代」 - Eikō no Jidai                                         | 3 dicembre 2005   |         |
| 69                                                                      | 「守るべきもの」 - Mamorubeki Mono                                     | 10 dicembre 2005  |         |
| 70                                                                      | 「忘れられた民」 - Wasurerareta Tami                                   | 17 dicembre 2005  |         |
| 71                                                                      | 「お兄ちゃん大暴走」 - Oniichan Daibōsō                                | 7 gennaio 2006    |         |
| 72                                                                      | 「封じられしもの」 - Fūjirareshi Mono                                  | 14 gennaio 2006   |         |
| 73                                                                      | 「闇の鼓動」 - Yami no Kodō                                            | 21 gennaio 2006   |         |
| 74                                                                      | 「真実の支配者」 - Shinjutsu no Shihaisha                              | 28 gennaio 2006   |         |
| 75                                                                      | 「太陽と月」 - Taiyō to Tsuki                                          | 4 febbraio 2006   |         |
| 76                                                                      | 「暗闇の中で」 - Kurayami no Naka de                                   | 11 febbraio 2006  |         |
| 77                                                                      | 「魔王降臨」 - Maō Kōrin                                               | 18 febbraio 2006  |         |
| 78                                                                      | 「マた会う日まで」 - Mata auhi made                                    | 25 febbraio 2006  |         |
| Kyo kara Maoh! R (今日からマ王！Ｒ?) (5 episodi)                        |                                                                        |                   |         |
| 1                                                                       | 「小シマロンの少年王（前編）」 - Sho Simaron no shōnen ō (mae hen)     | 26 ottobre 2007   |         |
| 2                                                                       | 「栄冠は誰がために」 - Eikan ha dare ga tame ni                        | 30 novembre 2007  |         |
| 3                                                                       | 「乾いた風」 - Kawaita kaze                                            | 28 dicembre 2007  |         |
| 4                                                                       | 「愛の乙女」 - Ai no otome                                             | 29 febbraio 2008  |         |
| 5                                                                       | 「小シマロンの少年王（後編)」 - Sho Simaron no shōnen ō (go hen)       | 28 marzo 2008     |         |
| Kyo Kara Maoh! Dai 3 series (今日からマ王！ 第３シリーズ?) (39 episodi) |                                                                        |                   |         |
| 1                                                                       | 「マ王、再び」 - Maoh, futatabi                                        | 3 aprile 2008     |         |
| 2                                                                       | 「マ王の条件」 - Maoh no jōken                                         | 10 aprile 2008    |         |
| 3                                                                       | 「マ王の決意」 - Maoh no ketsui                                        | 17 aprile 2008    |         |
| 4                                                                       | 「グレタとユーラム」 - Gureta to Yūramu                                | 24 aprile 2008    |         |
| 5                                                                       | 「ライラの結婚」 - Raira no kekkon                                     | 1º maggio 2008    |         |
| 6                                                                       | 「潜入！大シマロン」 - Sennyū! Dai Shimaron                            | 8 maggio 2008     |         |
| 7                                                                       | 「宴の夜に」 - Utage no yoru ni                                        | 15 maggio 2008    |         |
| 8                                                                       | 「囚われのマ王」 - Toraware no maoh                                    | 22 maggio 2008    |         |
| 9                                                                       | 「黒のジェネウス」 - Kuro no jeneusu                                   | 29 maggio 2008    |         |
| 10                                                                      | 「コンラッドとギュンター」 - Konraddo to Gyuntaa                       | 5 giugno 2008     |         |
| 11                                                                      | 「花嫁はアニシナ!?」 - Hanayome ha anishina!?                          | 12 giugno 2008    |         |
| 12                                                                      | 「勇者と三本の剣」 - Yūsha to san hon no ken                           | 19 giugno 2008    |         |
| 13                                                                      | 「小シマロン王サラレギー」 - Shō Shimaron ō sararegii                  | 26 giugno 2008    |         |
| 14                                                                      | 「水に映る月」 - Mizu ni utsuru tsuki                                  | 3 luglio 2008     |         |
| 15                                                                      | 「風の子守歌」 - Kaze no komori ka                                     | 7 agosto 2008     |         |
| 16                                                                      | 「ウィンコットの遺産」 - Winkotto no isan                              | 14 agosto 2008    |         |
| 17                                                                      | 「小シマロンの招待」 - Shō shimaron no sōtai                           | 21 agosto 2008    |         |
| 18                                                                      | 「二人の王」 - Futari no ō                                             | 28 agosto 2008    |         |
| 19                                                                      | 「王の守護者」 - Ou no shugosha                                        | 4 settembre 2008  |         |
| 20                                                                      | 「友のために」 - Tomo no tame ni                                       | 11 settembre 2008 |         |
| 21                                                                      | 「苦い別れ」 - Nigai wakare                                            | 18 settembre 2008 |         |
| 22                                                                      | 「円卓の人々」 - Entaku no hitobito                                    | 9 ottobre 2008    |         |
| 23                                                                      | 「エル誘拐事件」 - Eru yūkaijiken                                      | 16 ottobre 2008   |         |
| 24                                                                      | 「選ばれし者」 - Erabareshi mono                                       | 23 ottobre 2008   |         |
| 25                                                                      | 「荒野の追跡」 - Arano no tsuiseki                                     | 30 ottobre 2008   |         |
| 26                                                                      | 「白い鴉」 - Shiroi karasu                                             | 6 novembre 2008   |         |
| 27                                                                      | 「神剣」 - Shinken                                                     | 13 novembre 2008  |         |
| 28                                                                      | 「発動」 - Hatsudō                                                     | 20 novembre 2008  |         |
| 29                                                                      | 「思いの果て」 - Omoi no hate                                          | 27 novembre 2008  |         |
| 30                                                                      | 「開戦」 - Kaisen                                                      | 4 dicembre 2008   |         |
| 31                                                                      | 「㋮王やめます」 - Maō yamemasu                                        | 11 dicembre 2008  |         |
| 32                                                                      | 「吹き抜ける青い風」 - fukinuke ru aoi kaze                            | 18 dicembre 2008  |         |
| 33                                                                      | 「予期せぬ再会」 - Yokisenu saikai                                     | 25 dicembre 2008  |         |
| 34                                                                      | 「聖なる王国」 - Sei naru ōkoku                                        | 8 gennaio 2009    |         |
| 35                                                                      | 「叶わぬ約束」 - Kanawanu yakusoku                                     | 15 gennaio 2009   |         |
| 36                                                                      | 「真の力」 - Makoto no chikara                                         | 22 gennaio 2009   |         |
| 37                                                                      | 「悲しき咆哮」 - Kanashiki hōkō                                        | 29 gennaio 2009   |         |
| 38                                                                      | 「帰る場所」 - Kaeru basho                                             | 12 febbraio 2009  |         |
| 39                                                                      | 「㋮た会える日を ＜終＞」 - Mata aeru hi o <owari>                     | 19 febbraio 2009  |         |

#### Colonna sonora
Sigle di apertura
- 果てしなく遠い空に (Hateshinaku Tooi Sora ni) cantata da The Stand Up (eps.1-78
- Romantic Morning (ロマンチック・モーニング) cantata da The Stand Up (R)
- Sekai yo Warae (世界よ笑え) cantata da Jungo Yoshida with M-Tone (eps 79-118)

Sigle di chiusura
- ステキな幸せ (Suteki na Shiawase) cantata da The Stand Up (eps 1-39)
- ありがとう～ (Arigatou~) cantata da BON'z (eps 40-78)
- Hitsuyou no Poketto (秘密のポケット) cantata da The Stand Up (R)
- Going cantata da Jungo Yoshida (eps 79-118)

### Manga
| Nº                                           | Volume    | Data di prima pubblicazione              | Data di prima pubblicazione |
| Nº                                           | Volume    | Giapponese                               |                             |
| Kyou Kara MA no Tsuku Jiyuugyou! (21 volumi) |           |                                          |                             |
| 1                                            | Volume 1  | 28 dicembre 2005 ISBN 978-4-04-853912-8  |                             |
| 2                                            | Volume 2  | 28 luglio 2006 ISBN 4-04-853974-4        |                             |
| 3                                            | Volume 3  | 28 aprile 2007 ISBN 978-4-04-854087-2    |                             |
| 4                                            | Volume 4  | 28 dicembre 2007 ISBN 978-4-04-854141-1  |                             |
| 5                                            | Volume 5  | 28 aprile 2008 ISBN 978-4-04-854166-4    |                             |
| 6                                            | Volume 6  | 28 settembre 2008 ISBN 4-04-854241-9     |                             |
| 7                                            | Volume 7  | 28 marzo 2009 ISBN 978-4-04-854303-3     |                             |
| 8                                            | Volume 8  | 28 settembre 2009 ISBN 978-4-04-854376-7 |                             |
| 9                                            | Volume 9  | 18 marzo 2010 ISBN 4-04-854443-8         |                             |
| 10                                           | Volume 10 | 23 settembre 2010 ISBN 4-04-854533-7     |                             |
| 11                                           | Volume 11 | 27 febbraio 2011 ISBN 4-04-854591-4      |                             |
| 12                                           | Volume 12 | 22 luglio 2011 ISBN 978-4048546669       |                             |
| 13                                           | Volume 13 | dicembre 2011 ISBN 978-4041201015        |                             |
| 14                                           | Volume 14 | 26 maggio 2012 ISBN 978-4041202616       |                             |
| 15                                           | Volume 15 | 22 novembre 2012 ISBN 978-4041204689     |                             |
| 16                                           | Volume 16 | 25 marzo 2013 ISBN 978-4041206539        |                             |
| 17                                           | Volume 17 | 24 ottobre 2013 ISBN 978-4041208564      |                             |
| 18                                           | Volume 18 | 23 maggio 2014 ISBN 978-4041210765       |                             |
| 19                                           | Volume 19 | 23 gennaio 2015 ISBN 978-4041022160      |                             |
| 20                                           | Volume 20 | 26 settembre 2015 ISBN 978-4041034354    |                             |
| 21                                           | Volume 21 | 24 ottobre 2016 ISBN 978-4041034361      |                             |
| Kyo Kara MAOH!: (7 volumi)                   |           |                                          |                             |
| 1                                            | Volume 1  | ottobre 2008 ISBN 1-4278-1099-0          |                             |
| 2                                            | Volume 2  | gennaio 2009 ISBN 1-4278-1100-8          |                             |
| 3                                            | Volume 3  | aprile 2009 ISBN 1-4278-1101-6           |                             |
| 4                                            | Volume 4  | agosto 2009 ISBN 1-4278-1545-3           |                             |
| 5                                            | Volume 5  | dicembre 2009 ISBN 1-4278-1634-4         |                             |
| 6                                            | Volume 6  | aprile 2010 ISBN 1-4278-1635-2           |                             |
| 7                                            | Volume 7  | agosto 2010 ISBN 1-4278-1762-6           |                             |

### Videogiochi
Sono stati pubblicati due videogiochi d'avventura dedicati a Kyo Kara Maoh!. Il primo, Kyo Kara Maoh ~Hajimari no Tabi è stato pubblicato nel 2006, mentre il secondo, Kyo Kara Maoh! Shin Makoku no Kyuujitsu è stato pubblicato nel 2007. Entrambi sono stati pubblicati dalla Namco Bandai per PlayStation 2 e sono disponibili esclusivamente sul mercato giapponese.